# Kamlagarh
Kamlagarh és una antiga fortalesa a Himachal Pradesh, districte de Mandi, prop de la riba sud del riu Beas. La formen una línia de bastions, castells i torres de 5 km de llarg en part amb rajoles i en part en pedra natural. La torre principal defensa un turó de prop de 500 metres d'alt sobre el Beas (el doble sobre el nivell de la mar).
Sansar Chand II, Rajà de Kangra (1775-1823) va atacar la fortalesa, sense èxit. La seva inexpugnabilitat va temptar al rajà de Mandi a la revolta contra els sikhs, però el comandant sikh, el general Ventura, la va conquerir el 1840 tot i la creença popular que era impossible prendre-la.